# ハレルヤ (お笑いコンビ)
ハレルヤは、かつてマセキ芸能社に所属して活動していたお笑いコンビ。共に東京経済大学経済学部経済学科卒業。
1997年結成。2007年9月30日解散。当初はワンフォール・ウェストという事務所に所属していた。

## メンバー
- 大野泰広（おおの やすひろ、1976年11月10日 - ）

東京都出身。血液型A型。
役割：ボケ
解散後はピン芸人「オーノ泰広」として活動していたが現在は本名に戻して俳優などで活動。
- 加藤直也（かとう なおや、1976年1月24日 - ）

大阪府出身。血液型O型。
役割：頑張っている人
解散後はピン芸人「カトゥー」として活動。

## ネタ
- 主にコント。大野が「主任」となり、加藤が「部下」（カトゥー）としてコントを行っていた。加藤のキャラが息子や若人などの場合もあった。基本的にボケとツッコミのハッキリした役割分担はない。主任が変な行動やボケを行うが加藤も主任にツッコみながら要所でおかしな行動を取っていた。ただし二人とも学生時代から芸人を始めておりサラリーマン経験が一切無く友達のサラリーマンや知り合ったサラリーマンの人にあるあるを聞いていた。
- 2006年10月14日の爆笑オンエアバトルでは8年近く封印していたという漫才を復活させ、無事オンエアを果たした。こちらも流れとしては大野がボケで加藤がツッコミであるが、加藤のノリツッコミなどの空回りを大野があしらう展開も多かった。
- デビュー当初はコントでは無く漫才をしていたがネタ見せに行った際にコント師の先輩に「漫才も演技力が必要だからコントもやってみたら？」とアドバイスを受けコントも作り始める。次第に漫才よりコントの方がウケが良くなってきた為そのままコントを中心になっていった。

## 出演番組
- あらぶんちょ！（文京区民チャンネル/マイチャンネルあらかわ/インフォメーションチャンネル）
- ブレイクもの!（フジテレビ）
  - 「お笑い世紀末スターオークション」に出演。
- 爆笑オンエアバトル（NHK）戦績16勝10敗 最高501KB
  - 第6回チャンピオン大会 セミファイナル10位敗退
  - 第7回チャンピオン大会 セミファイナル7位敗退
  - 1位から10位まで全ての順位を獲得している。全順位を経験したのはほかにインスタントジョンソン、バカリズム、チョップリンのみ。
  - 「主任とカトゥー」で19回、漫才で4回挑戦している。残り3回は普通のコント。
  - 初挑戦から3連敗と出場初期はかなり苦戦していたが、2002年6月29日放送回の福島収録で4回目の挑戦で初オンエアを獲得。初オンエアを獲得してからは「主任とカトゥー」のネタが続いた。2005年に入ってからは加藤は主任の息子やエリート社員「橋本」などカトゥー以外のキャラクターを演じていた。2006年に入ってからは300KB台でのオンエアが続き、「主任とカトゥー」のネタに限界を感じたのか上記の通り漫才を行うようになった。しかし最後に連敗してしまい、2006年度を最後に番組を卒業した。因みに番組最後の出場年となる2006年度は出場芸人の中で唯一年間6回出場しており、年間で6回出場した芸人は彼らが最後となっている。
  - コンビ解散後、大野はピンで「オーノ泰広」として1度出場している。結果は229KBで8位オフエアであった。
  - 過去に笑点の出演が決まった際にオンバトの出場を辞退した事があり、その穴埋めを当時事務所のオーディションに出ていた星野卓也が出場することになった、その結果星野はオンエアを獲得しそのまま事務所に所属が決まった。
- 第54回NHK紅白歌合戦（NHK）はなわ・テツandトモの応援
- 爆笑レッドカーペット（フジテレビ） - 第2回（2007年3月18日）、大野のみ。キャッチコピーは『イタリアンダンディー』
- エンタの神様（日本テレビ）
- アッコにおまかせ!（TBSテレビ）
- バナナマンの日本のような国（テレビ朝日）

それぞれがピン芸人に転向した後の活動については、大野泰広、カトゥーの各項を参照。

## 書籍
- お笑い芸人直伝　爆笑かくし芸入門マセキ芸能社編（主婦と生活社）
- 爆笑オンエアバトル5（双葉社）
- オンエアバトル　爆笑編・熱唱編（双葉社）

## DVD
- 『お笑いスター（予定）名鑑』（1-4巻まであるが、ハレルヤは3巻のみ）（グレード・コミュニケーション）
- 『マジ☆ワラ vol.6 〜東京ダイナマイト、ハレルヤ〜』 （ フォーサイド・ドット・コム）
- 『東京コントまつりVOL.1「芸人の秘密大暴露!」の巻』（(株)竹書房）

## 外部サイト
- 大野劇場(オーノ泰広ブログ)
- おげんこDiary(カトゥー直也新ブログ)
- アンネの日記(加藤直也旧ブログ)